# Schneider Zoltán
Schneider Zoltán (Nagytétény, Budapest, 1970. február 5. –) Aase- és Jászai Mari-díjas magyar színész, szinkronszínész.

## Élete
1990–1994 között a Színház- és Filmművészeti Főiskola növendéke volt Zsámbéki Gábor osztályában. Harmadjára vették fel, várakozás közben elvégezte a telefonhálózat-szerelő szakmunkásképzőt. Főiskolai hallgatóként a Katona József Színháznál foglalkoztatták. 1994 és 2001 között az Új Színház, 2001-től a Radnóti Színház társulatának tagja.

## Színpadi szerepei
- Füst Milán: Máli néni – Horváth úr (Radnóti Színház, 2001)
- Lorca: Vérnász – Vőlegény (Új Színház, 1996)
- Shakespeare:
  - Hamlet – Horatio
  - Othello – Cassio (Új Színház, 1999)
  - Szentivánéji álom – Oberon
  - Julius Caesar – Octavius szolgája/katona (Katona József Színház)
- Szép Ernő: Patika – Jóvér Jani (Új Színház, 1995)
- Marlowe: Faustus – Frigyes/II. Bíboros (Új Színház, 1998)
- Büchner: Woyzeck – Tamburmajor (Új Színház, 1999)
- Bertolt Brecht: Egy nagyváros dzsungelében – Pávián (Új Színház, 1999)
- Molnár Ferenc: Üvegcipő – Házmester (Új Szanház, 1997)
- Anton Csehov: Cseresznyéskert – Lopahin (Radnóti Színház, 2005)
- Csehov: Cseresznyéskert – Trofimov (Új Színház, 1999)
- Goldoni: A szégyentelenek – Dorko (Új Színház, 1999)
- Bohumil Hrabal: Gyöngéd barbárok – Művezető (Új Színház, 1998)
- Carlo Goldoni: Mirandolina – Fabrizio (Radnóti Színház, 2000)
- McDonagh: A kripli – Bobbybaba (Radnóti Színház, 2001)
- Hauptmann: Patkányok – Bruno (Radnóti Színház, 2001)
- Molnár Ferenc: Az Ördög – János (Radnóti Színház, 2002)
- Csehov: Három nővér – Szoljonij (Radnóti Színház, 2002)
- Hans Henny Jahnn: Medea – Kreon követe (Radnóti Színház, 2002)
- Zalán Tibor: Angyalok a tetőn – Ólomkatona (Új Színház, 2003)
- Kárpáti Péter: A negyedik kapu – Zsíse, több szerep (Radnóti Színház, 2003)
- John Osborne: Dühöngő ifjúság – Cliff Lewis (Thália Színház, 2003)
- Wedekind: Lulu – Mr. Hopkins (Radnóti Színház, 2004)
- Janusz Głowacki: Negyedik nővér – Misa (Radnóti Színház, 2004)
- Luigi Pirandello: IV. Henrik – Landolf (Radnóti Színház, 2005)
- Goldoni: Karneválvégi éjszaka – Bastiano, kelmeárus (Radnóti Színház, 2005)
- Molnár Ferenc: Riviera – Márton (Radnóti Színház, 2006)
- Albert Camus: Caligula – Chaerea (Radnóti Színház, 2006)
- Krleža: Szentistvánnapi búcsú – Herkules (Radnóti Színház, 2006)
- Vajda Katalin: Szerelem@Könyv.hu – Králik Oszkár (Karinthy Színház, 2006)
- Spiró György: Prah – Férfi (Radnóti Színház, 2007)
- Térey János: Asztalizene – Henrik (Radnóti Színház, 2007)
- Eduardo De Filippo: Nápolyi kísértetek – Alfredo Marigliano (Radnóti Színház, 2007)
- Ingmar Bergman: Rítus – Sebastian (Radnóti Színház, 2008)
- Osztrovszkij: Farkasok és bárányok – Pavlin, Murzaveckaja háznagya (Radnóti Színház, 2008)
- Bereményi–Kovács: Apacsok – Szoboszlai (Radnóti Színház, 2009)
- Füst Milán: Boldogtalanok – Sirma Ferenc hentesmester (Radnóti Színház, 2009)
- Máté Gábor: Emma, Ági, Zsolt – Zsolt (Merlin Színház, 2004)
- Szabó Magda: Bárány Boldizsár – Bertalan (Radnóti Színház, 2010)
- Georg Büchner: Danton halála – Collot-D., Első polgár, Első kordés (Katona József Színház)
- Osborne: Dühöngő ifjúság (Thália Színház, 2003)
- A. Jarry: Übü király – Zsinór Töstér (Új Színház, 2000)
- Hoffmann: Diótörő – Egérkirály (Új Színház, 2000)
- Szomory Dezső: Hermelin – Róna-Ilos (Új Színház, 2001)
- Makszim Gorkij: Éjjeli menedékhely – Vaszka Pepel (Új Színház, 2001)
- Lars von Trier: A Főfőnök – Finnur (Radnóti Színház, 2010)
- Harold Pinter: A gondnok – Davies (Radnóti Színház, 2019)

## Filmjei

### Játékfilmek
- Hamvadó cigarettavég (2001)
- A Hídember (2002)
- Apacsok (2010)
- Berosált a rezesbanda (2013) – Igor
- Kincsem (2017) – Farkaslaky gróf
- Testről és lélekről (2017) – Jenő
- Budapest Noir (2017) – Csuli
- A Viszkis (2017) – Bartos László, nyomozó
- X – A rendszerből törölve (2018) – Zoltán
- Bűnös város (2021)
- Magasmentés (2023) – Joó százados

### Tévéfilmek
- Szentek és bolondok
- A halál kilovagolt Perzsiából (2005)
- Jóban Rosszban (2005–2006) – Tersánszky-Kovács Ferenc
- Hacktion: Újratöltve (2012) – Kálmán
- Munkaügyek (2013) – ördögüző
- Kossuthkifli (2015) – Kalivoda
- Mindenből egy van (2016)
- Korhatáros szerelem (2017–2018) – Dusán
- Válótársak (2018) – Takács Röné
- Drága örökösök (2019-2020) – Polgár Rudolf
- Jófiúk (2019) – Szánthó Csaba
- Apatigris (2021) – Dénes
- Hotel Margaret (2022) – Darabos János
- A Séf meg a többiek (2022) – Báron Győző
- Drága örökösök – A visszatérés (2023) – Polgár Rudolf
- Majdnem menyasszony (2024) – Fekete Elefánt
- A renitens (2025) – Kornél atya

## Szinkronszerepei
- Flash – A Villám: Joe West nyomozó – Jesse L. Martin
- A Gyűrűk Ura: A király visszatér: Gothmog
- A szökés: Wyatt Mathewson – Cress Williams
- A 40 éves szűz: Cal – Seth Rogen
- Brickleberry: Woody Johnson
- Tiszta lappal: French nyomozó felügyelő – Gary Lewis
- Benjamin Button különös élete: Mike –	Jared Harris
- Bleach: Koga Gó
- Hellsing: Alexander Anderson atya
- Hitman – A bérgyilkos: Jenkins – Michael Offei
- El Lobo – A farkas
- Zack és Miri pornót forgat: Zack – Seth Rogen
- Példátlan példaképek: Kuzzik – Joe Lo Truglio
- Kalandra fel!: Jake
- Fullmetal Alchemist: Testvériség: Kaszaboló Barry (Barry the Butcher)
- Pecatanya: Polip Pali
- Parkműsor: ifj. Garrett Bobby Ferguson, Hector
- Halálos iramban: Ötödik sebesség: Luke Hobbs
- Halálos iramban 6.: Luke Hobbs
- Halálos iramban 7.: Luke Hobbs
- Halálos iramban: Hobbs & Shaw : Luke Hobbs
- Wander, a galaktikus vándor: Undi Nagy úr – Keith Ferguson
- Angry Birds – A film: Bomba – Danny McBride
- Angry Birds 2. – A film: Bomba – Danny McBride
- Repcsik: Chug – Brad Garrett
- Brickleberry: Woody Johnson
- Uhu és pajtásai: Kakas
- Scooby-Doo! Rejtély a bajnokságon – Kane
- League of Legends: Brand, Ornn
- Feketék Fehéren: Terry Crews – Latrell Spencer
- The Walking Dead: Abraham Ford – Michael Cudlitz
- Zöld lámpás – Smaragd lovagok: Deegan őrmester
- Igen, Séf! – Viktor Petrovich
- A kínai kapcsolat: Kabbah – Mike Tyson
- A nagy pénzrablás (La casa de papel) – Bogotá
- Star Wars: A klónok háborúja: Gial Ackbar kapitány (1. hang), Colt ARC parancsnok, Havoc ARC parancsnok, Blitz ARC parancsnok
- A Mandalóri: Greef Karga – Carl Weathers
- Paul - Paul
- Nagyfiúk: Robideaux – Jonathan Loughran
- Nagyfiúk 2.: Robideaux – Jonathan Loughran
- Verdák 2.: Tubbs Roncsó – Brad Lewis
- Transformers: Az utolsó lovag: Célkereszt – John DiMaggio
- Transformers Egy: Alpha Trion – Laurence Fishburne
- Sonic, a sündisznó 2.: Knuckles – Idris Elba
- God Of War (játék): Kratos

A vad robot villámcsapás

## Díjai
- Paulay Ede-díj (2000)[3]
- Radnóti Nokia-díj (2002)
- Jászai Mari-díj (2006)
- Kaszás Attila-díj (2016)[4]
- Arany Medál díj (2017)[5]
- Aase-díj (2019)[6]
- Hollósi Frigyes-díj (2023)[7]